# Haflinger (auto)

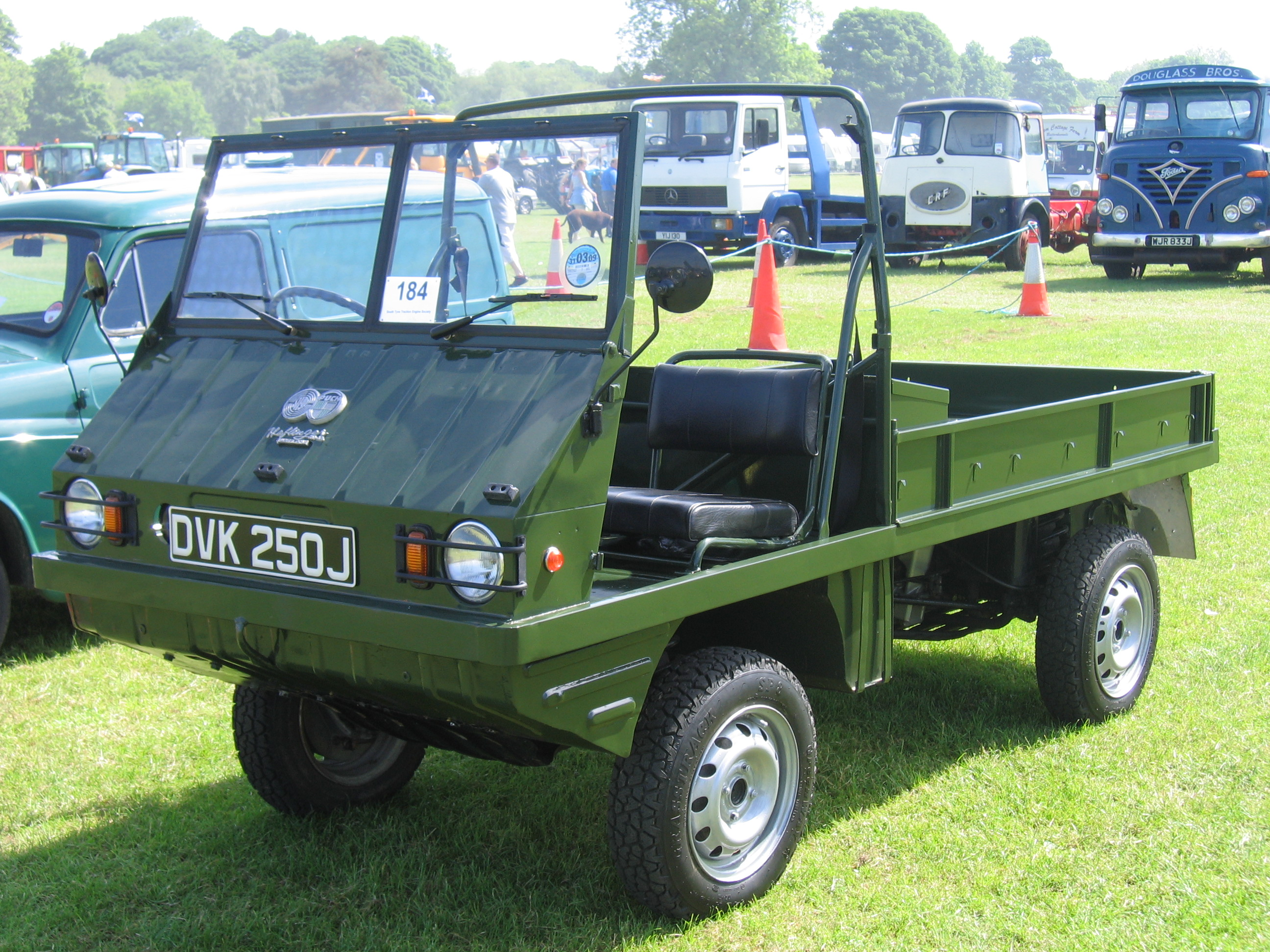
Haflinger

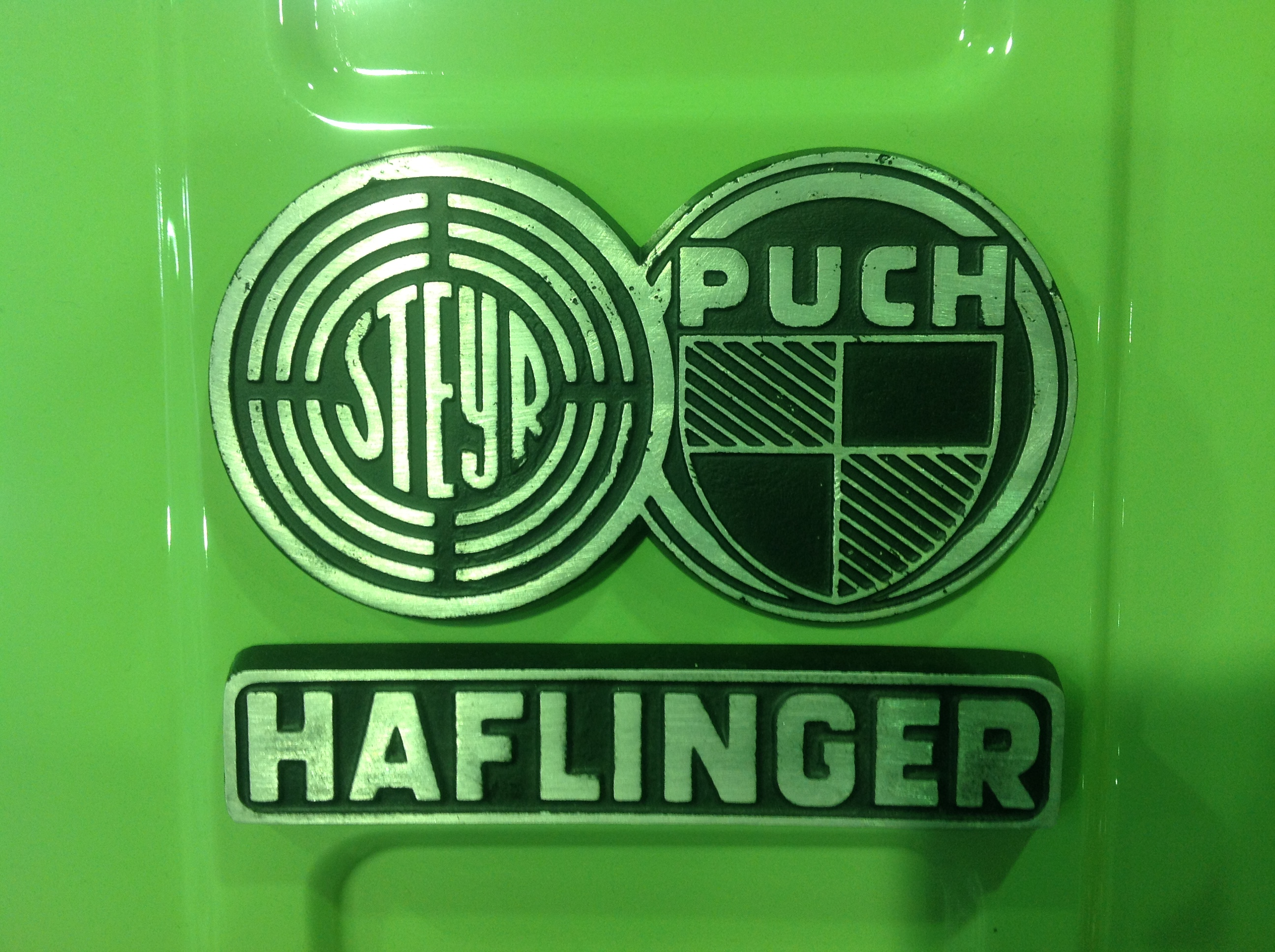
Haflinger embleem

Haflinger is een Oostenrijks merk van terreinauto's met vierwielaandrijving die werden geproduceerd door Steyr-Daimler-Puch (SDP) in Graz. Van 1958 tot en met 1974 zijn 16.647 stuks gebouwd. De meeste werden afgenomen door de legers van Oostenrijk en Zwitserland, maar Haflingers werden ook over de hele wereld geëxporteerd.
Het ontwerp is van Erich Ledwinka, de zoon van ontwerper Hans Ledwinka. De Haflinger heeft een chassis met een centrale buis en pendelassen (een kenmerk van de Oostenrijkse school van auto-ontwerpers) en heeft een grote bodemvrijheid. De luchtgekoelde tweecilinder boxermotor is achterin gemonteerd. Het leeggewicht bedraagt 600 kg en er kan 500 kg lading worden meegenomen. De naam is ontleend aan het haflingerpaard.

## Geschiedenis
De eerste acht stuks werden in 1958 gebouwd. In 1962 kwam een type met een 30 cm langere wielbasis uit, de Haflinger 703. In 1963 werd de versnellingsbak vervangen door een type met vijf versnellingen. Vanaf 1963 werden Haflingers ook in Australië verkocht. Het Australische leger kocht 50 stuks. Omdat veel Australische wegen erg stoffig zijn en motorschade werd gevreesd, werd een serie van drie luchtfilters ingebouwd; deze werden vanaf 1965 standaard. Vanaf 1966 werden Haflingers in Australië geassembleerd bij Haflinger Sales and Service in Springvale (Victoria). Deze versie werd voorzien van deuren en daken die plaatselijk werden vervaardigd.
Vanaf 1967 werd een sterkere motor ingebouwd, met een hogere compressie en een dubbele carburateur. De cilinderinhoud bleef ongewijzigd. In 1975 werd de productie door SDP gestaakt. Het model zou ingrijpend moeten worden gewijzigd om aan de strenger wordende emissie-eisen te voldoen. Na problemen met de herontwikkeling van het model werd besloten een geheel nieuw type te ontwikkelen; de H2 ("Haflinger 2"). De plannen hiervoor zijn nooit uitgevoerd; in plaats daarvan werd de Puch G ontwikkeld. Toen Mercedes-Benz bij het project betrokken raakte ontstond de Mercedes-Benz G-Klasse die tegenwoordig in Graz wordt gebouwd.
Een van de Haflinger afgeleide grote terreinauto is eveneens door Erich Ledwinka ontworpen en wordt onder de naam Pinzgauer geproduceerd.
Haflingerbezitters vindt men vooral in Duitsland, Oostenrijk en Zwitserland, maar ook in het Verenigd Koninkrijk, Australië en Azië. Elk jaar vindt een ontmoeting plaats in het dorp Hafling in Zuid-Tirol.